# Apaxco

Plaça principal d'Apaxco.

Apaxco és un dels 125 municipis de l'estat de Mèxic, que limita al nord i a l'oest amb l'estat d'Hidalgo, al sud amb Tequixquiac i a l'est amb Tequixquiac i Hueypoxtla. El seu nom religiós és San Francisco Apaxco. Apaxco, prové de la llengua nàhuatl, és un topònim aglutinat que es compon de tres paraules: Atl = aigualeix, patztli = gibrell i co = lloc; Apatzco= (Lloc dels gibrells d'aigua o lloc on s'escorren les aigües).

## Geografia
El territori municipal de Apaxco es localitza a l'extrem septemtrional de la vall del Mezquital, entre les coordenades geogràfiques extremes: latitud nord en el paral·lel 19 ° 58 '11 ", en paral·lel 20 ° 01' 51"; i longitud oest del meridià de Greenwich 99 ° 05 '00 ", al meridià 99 ° 11' 52"; es troba al nord-est de l'estat de Mèxic i al nord de la ciutat de Mèxic. La capçalera municipal es localitza a una distància aproximada de 92 quilòmetres de la Ciutat de Mèxic i 128 quilòmetres de la ciutat de Toluca de Lerdo.
El municipi limita al nord i a l'oest amb el estat d'Hidalgo, al sud amb Tequixquiac, a l'oest amb el estat d'Hidalgo i a l'est amb Hueypoxtla. La seva capçalera municipal és Apaxco d'Ocampo, dintre del municipi existeix els poblats de Santa María i Coyotillos.

### Orografia
Apaxco com zona orogràfica comprèn la transició de la Vall de Mèxic cap a la Vall del Mezquital, la major extensió muntanyosa és la Serralada de Tezontlalpan que confronta amb l'estat d'Hidalgo i el municipi de Hueypoxtla, al sud amb el Cerro Mesa Ahumada o Cerro Colorado (muntanya vermella) compartit amb el municipi de Tequixquiac, l'altitud màxima del municipi és el Cerro de El Estudiante, elevació amb de m.s.n.m.

## Política i govern

### Alcaldes
|  | - Guadalupe Hernández Méndez (2003-2006) - Daniel Parra Ángeles (2006-2009) - Ignacio Cruz García (2009-2012) - Daniel Parra Ángeles (2012-2015) - Jesús Cruz Parra (2016-) |

## Demografia

### Localitats
El municipi d'Apaxco té un total de localitats; les principals en població són:
| Localitats         | Població |
| Total Municipi     | 27 521   |
| Apaxco de Ocampo   | 13,836   |
| Santa María Apaxco | 3,747    |
| Coyotillos         | 3,084    |